# 南靖厝
南靖厝，是臺灣新北市鶯歌區的一個地名，位於該區東南部東鶯里東南大半部、北鶯里東南部凸出部分、建德里最南端（前述三里的部分區域即今三鶯陶瓷河濱公園的範圍）、南靖里不含西北端及西南端，以及三峽區鳶山里西北端。

## 歷史
台灣清治末期至日治初期，南靖厝地區為一街庄，稱為「南靖厝庄」，隸屬於海山堡。該庄昔日為大漢溪中沙洲，西至北以大漢溪最北分流與二甲九庄、尖山庄、鶯歌石庄為界，南至東以大漢溪主流及分流與鳶山庄、公館後庄、隆恩埔庄、樟樹窟庄為界。
1901年（日治明治三十四年）11月，該庄隸屬於桃園廳，編入第十六區。1905年（明治三十八年）7月，第十六區改稱「鶯歌石區」。1920年（大正九年），該庄改制為「南靖厝」大字，隸屬於臺北州海山郡鶯歌庄。1940年，鶯歌庄升格為鶯歌街。
戰後鶯歌街改制為鶯歌鎮，隸屬於臺北縣，大字亦改制為里。1946年8月，鶯歌、樹林分治，本地區仍隸屬鶯歌鎮。2010年12月，臺北縣升格為新北市，鶯歌鎮改制為鶯歌區。

## 河道變遷
從前大嵙崁溪（大漢溪）至三角湧附近（公館後地區西北部），因地勢低平，河面加寬，形成網狀河道。三峽溪（三峽河與橫溪各自注入大嵙崁溪分流河道，三峽溪於劉厝埔匯入分流，為橫溪匯注點之上游約八百公尺處。其後因河沙堆積，河床日漸昇高，導致分流消退，原本兩溪匯注處之大嵙崁溪分流河道成為三峽溪河道之延伸，因而形成今日三峽溪納橫榽之勢。
今日大漢溪主流河道已北移至南靖厝，將該地區分割成南、北兩部分。

## 交通
國道3號經過南靖厝地區西南端，境內雖未設交流道，但三鶯交流道即在東南邊界外不遠處的市道110號（鶯歌文化路－三峽復興路）交會口，由此往東北可前往中和、新店、深坑、汐止、基隆等地，往西南可前往大溪、龍潭、關西及中南部各地。
市道110號是連絡大園、新店的道路，大致以縱向經過南靖厝地區中西部。由該道路往北轉西可前往鶯歌市區、八德、桃園、大園等地，往南轉東可前往三峽、新店等地。

## 景點
- 鶯歌陶瓷博物館
- 南靖陶瓷河濱公園
- 三鶯陶瓷河濱公園